# Míndaro
Míndaro fue un almirante espartano que mandó la flota peloponesia en 411 y en 410 a. C., durante la guerra del Peloponeso. Con éxito en mover el teatro de la guerra en el Helesponto, que experimentó una cadena de derrotas; en la tercera y última de ellas, murió y la flota peloponesia entera fue capturada o destruida.

## Traslado y primeras batallas
Míndaro primero tomó el mando de la flota en Mileto, donde el sátrapa Tisafernes había prometido a los espartanos que se ruenirían con la considerable flota fenicia bajo su mando. Tras varios meses de espera, Míndaro se dieron cuenta de que no llegaría tal flota, y tomó la decisión estratégica de trasladar su flota al Helesponto, donde el sátrapa Farnabazo II le había prometido mayor apoyo que el que estaba recibiendo de Tisafernes.
Míndaro partió de Mileto con 73 barcos; una tormenta lo forzó a desembarcar en Quíos, pero se quedó allí sólo algunos días. Navegó con prisa para evitar a una flota ateniense de la que eso había sido llevada desde Samos para oponérsele, consiguió traer su flota entre Lesbos y  tierra firme y  el Helesponto, donde barrió a una pequeña flota ateniense y unió los pocos barcos aliados de la región en la base espartana en Abidos.  Con este movimiento estratégico, Míndaro había situado su flota en posición de cortar el suministro de cereal ateniense, y había forzado a la flota ateniense a que lo desafiara en el terreno de su elección.
A partir de entonces, la suerte de Míndaro cambió. Cinco días después de su llegada a Abidos, los atenienses navegaron entre las estrechas aguas del Helesponto para entablar combate con sus fuerzas superiores. En la batalla, la victoria peloponesia pareció a su alcance en un primer momento, cuando la izquierda ateniense estaba aislada y el centro se dirigía a desembarcar en el promontorio de Cinosema.
La superior destreza náutica de los capitanes y marineros atenienses, sin embargo, cambió el curso de la batalla, y la flota de Míndaro huyó a Abidos con pérdidas.
Míndaro llamó a los refuerzos de Abidos, pero sufrió una segunda derrota cuando un grupo pequeño de barcos que navegaba para reunirse con él fue atrapado por la flota ateniense; Míndaro partió para rescatarlos, pero, después de una reñida batalla, la llegada de Alcibíades con refuerzos atenienses convirtió la batalla en una derrota total, con los peloponesios sufriendo pérdidas otra vez en su huida a Abidos.

## Cícico
Durante los siguientes meses, Míndaro, con la ayuda financiera de Farnabazo II, reconstruyó su flota con un tamaño de 80 trirremes en la primavera de 410 a. C. Navegando hacia el este de Cícico, asedió la ciudad con la ayuda del ejército de Farnabazo y la tomó por asalto. Los atenienses lo persiguieron, y, en las aguas territoriales de Cícico, atrajeron a Míndaro a una trampa fatal. Mientras Trasíbulo y Terámenes esperaban fuera de la vista con varios trirremes, Alcibíades tomó cuarenta barcos y se mostró él mismo ante Cícico. Míndaro picó el anzuelo, saliendo con toda la flota en su persecución. Cuando estaba suficientemente lejos de la orilla, las ocultas fuerzas atenienses surgieron para cortarle la retirada. Rodeado, Míndaro llevó sus barcos a una desesperada batalla hacia una playa al sudoeste de la ciudad, en una posición abierta para él. Desembarcando con la fuerza de Alcibíades pisándole los talones, los hombres de Míndaro y las tropas de Farnabazo que habían ido a socorrerle, lucharon para impedir a los atenienses que remolcaran sus barcos mar adentro. Inicialmente, los atenienses volvieron atrás, pero Trasíbulo y Terámenes trajeron sus fuerzas y la infantería de la retaguardia, que finalmente fueron capaces de ahuyentar a los persas. Impávido, Míndaro dividió su fuerza para enfrentar la amenaza ahora presionando por ambos lados, pero cuando cayó en la batalla, la resistencia peloponesia se deshizo; todos los barcos de la flota fueron destruidos o capturados. Tras esta rotunda derrota, el nombre de Míndaro fue inmortalizado en uno de los más famosos ejemplos de la lacónica brevedad, un comunicado de la flota espartana capturada por los atenienses, que decía "los barcos se han perdido. Míndaro está muerto. Los hombres están hambrientos. No sabemos qué hacer."